# Ofo

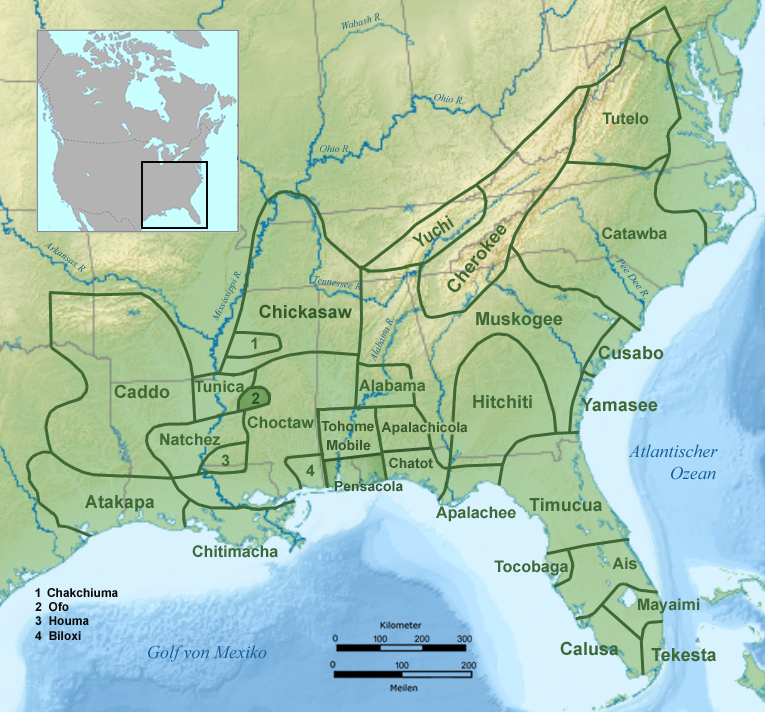
Espacio ocupado por los Ofi y otras tribus

Los ofo u ofogoula, también conocidos como mosopelea, eran una tribu amerindia que hablaba una lengua siux relacionada con el biloxi y el tutelo. El significado de su nombre se desconoce, pero pudiera proceder de una lengua algonquina. Algunos lo han interpretado como ofi okla 'gente perro'. También los llamaron ouesperie, ossipe o ushpee.

## Localización
Ocupaban un territorio entre los actuales estados de Arkansas y Misisipi, en el bajo Yazoo, junto con los indios yazoo y koroa. Más tarde se establecieron con los tunica en Luisiana.

## Demografía
Hacia 1700 se creía que su poblado tenía 12 cabañas, pero la Page du Pratz afirmó que en 1758 tenían 60 y disponían de 15 guerreros, que bajaron a 12 en 1784.

## Historia
Antiguamente poseían ocho poblados, cuyo nombre no se conserva. A mediados del siglo XVII se establecieron en Ohio junto a los quapaw, pero hacia 1673, presionados por los iroqueses, dejaron el territorio al SO del Ohio, y hacia 1686 marcharon a Cumberland junto a los taensa. En 1690 fueron visitados por el francés Henri de Tonti, quien les llamó chonque. En 1699 les visitó Iberville, y en el mapa de Coxe (1741) se les llama ouesperie. Fueron aliados de los natchez y tunica contra los franceses, pero cuando los yazoo y koroa apoyaron la revuelta natchez, se pusieron de parte de los franceses. 
Las guerras del siglo XVIII los diezmaron. De 1739 a 1758 se establecieron cerca de Fort Rosalie. En 1784 su poblado estaba en la orilla oeste del río Misisipi, a ocho millas de Point Coupée, y poco a poco fueron absorbidos por los tunica. No se supo nada más de ellos hasta que en 1908 se encontró al último superviviente y parlante de su lengua entre los tunica, cerca de Marksville (Luisiana).
- Datos: Q2016052